# Santo Stefano Quisquina

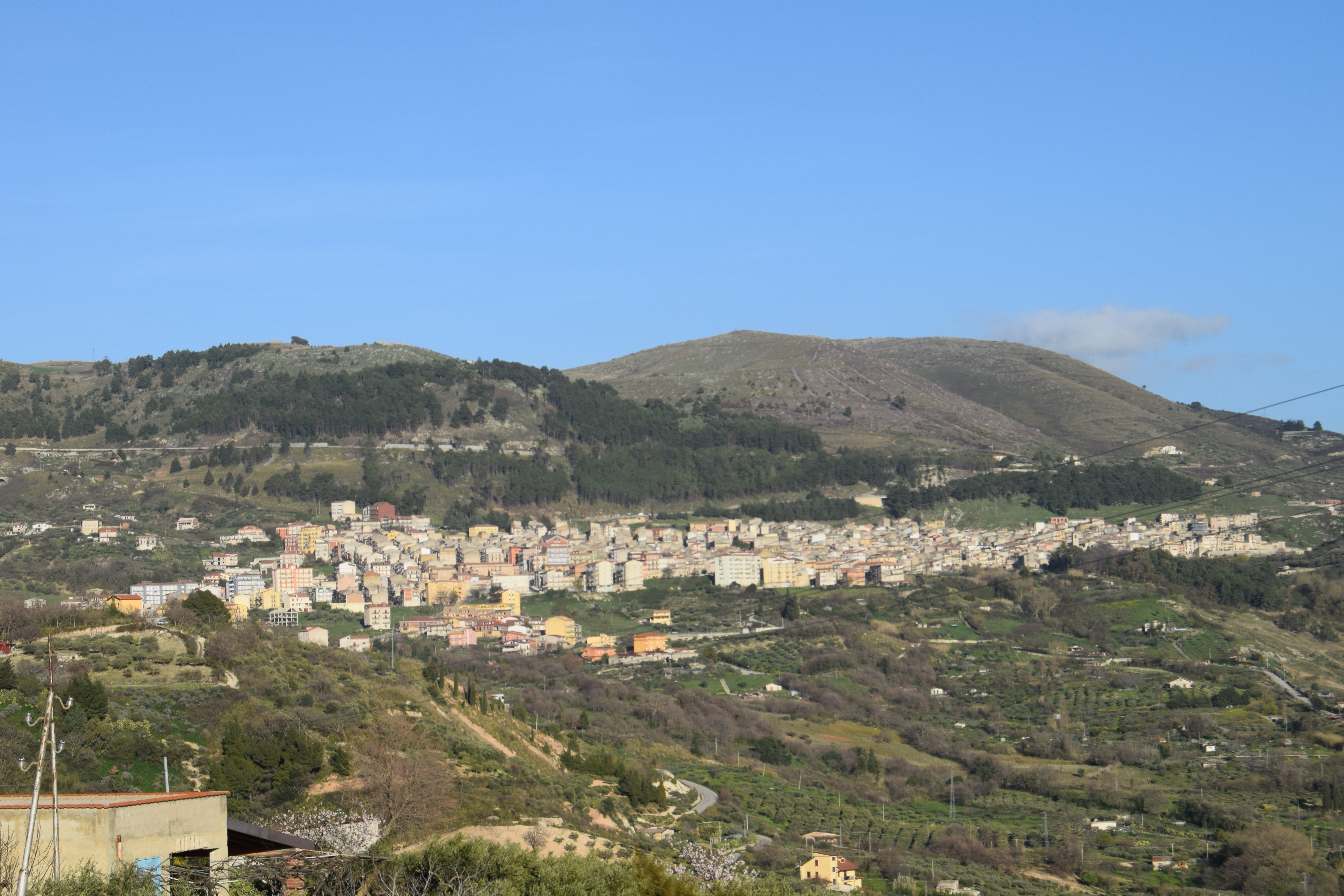
Vista de Santo Stefano Quisquina

Santo Stefano Quisquina es una comuna siciliana, en la provincia de Agrigento.

## Evolución demográfica
| Gráfica de evolución demográfica de Santo Stefano Quisquina entre 1861 y 2001 |
|                                                                               |
| Fuente ISTAT - elaboración gráfica de Wikipedia                               |

- Datos: Q432680
- Multimedia: Santo Stefano Quisquina / Q432680

1. ↑  Worldpostalcodes.org, código postal n.º 92020.
2. ↑  «Codici Catastali». Comuni-italiani.it (en italiano). Consultado el 29 de abril de 2017.